# Shareaza
Shareaza — свободный файлообменный клиент и менеджер закачек для Windows с поддержкой протоколов Gnutella, Gnutella2, eDonkey2000, BitTorrent, Direct Connect, FTP и HTTP. Умеет работать с magnet-, ED2K-, piolet- и Gnutella-ссылками, а также со стандартными HTTP- и FTP-ссылками. Переведён на 27 языков.
Shareaza был создан Мишелем Стоком 1 июня 2004 года и развивается группой добровольцев. Программа лицензирована и распространяется под защитой GNU General Public License. Написан на C++ с использованием библиотек MFC, boost, STL, ATL.
Особенностями Shareaza является одновременная закачка из всех поддерживаемых сетей; ведение подробных метаданных (комментарии, рейтинги и свойства файлов) и предпросмотра, которые видны совместимым клиентам; поддержка коллекций и скинов. Из минусов следует выделить непомерную прожорливость движка к памяти, в частности Shareaza версии 2.6.0.0 при хранении 640 ГБ библиотеки беззастенчиво съедает половину от трехгигабайтной системной памяти, чем создает проблемы себе и другим фоновым процессам.
20 декабря 2007 года доменное имя shareaza.com было куплено у владельца домена израильско-американской компанией iMesh MusicLab LLC. Это было сделано без ведома команды разработчиков, и теперь на нём распространяется клиент ShareazaV8 (клон iMesh), не имеющий никакого отношения к оригинальной Shareaza.

## Возможности

### Поддержка нескольких сетей
Shareaza может подключаться к сетям Gnutella, Gnutella2, eDonkey, BitTorrent и Direct Connect. Shareaza хеширует свои файлы для всех сетей и передаёт эти хеши по сети Gnutella2. Это позволяет Shareaza загружать файл из всех сетей одновременно. Когда другой клиент Shareaza, соединённый с сетью Gnutella2, находит такой файл, ему даются хеши для всех сетей и он может искать по ним источники в других сетях по хешам, используемым в них, что увеличивает количество источников для файла и скорость его загрузки. Shareaza также использует сеть Gnutella2 для поиска большего количества источников для торрентов.

### Поиск по нескольким хешам
Поиск Shareaza позволяет искать источники файла по нескольким его хешам одновременно. В сети Gnutella2 при поиске используются все известные хеши (SHA1, TTH, ED2K, BTIH, MD5). Для остальных сетей (ED2K и Gnutella) используются «понятные» для них хеши.

### Менеджер закачек
Shareaza поддерживает закачку и по обычным HTTP- и FTP-ссылкам. Если HTTP-сервер поддерживает специальные HTTP-заголовки (Alt-Location, Content-URN, X-Thex-URI) для файла, то Shareaza организует дополнительно скачивание файла и из P2P-сетей и проверку его частей, что снижает нагрузку на сервер, увеличивает скорость загрузки файла и позволяет проверить, не повреждён ли файл при загрузке. Существует несколько PHP-скриптов, которые позволяют организовать загрузку файла не только с сервера, но и из P2P-сетей.

### Фильтр безопасности
Позволяет получить более хорошие результаты при поиске и блокировать доступ благодаря автоматической фильтрации по IP, хешу, ключевым словам и Регулярным выражениям. Также блокируются и входящие соединения, если они подпадают под правила фильтра. Это позволяет блокировать различные организации, которые мешают нормальной работе P2P-сетей.

### Виртуальные файлы
Для MP3-файлов создаются виртуальные файлы. Они являются неизменяемой частью реального файла и содержат только MP3-контент (непосредственно музыку) без тегов. Для таких файлов находится гораздо больше источников и за счёт этого они быстрее распространяются (скачиваются). Но именно из-за того, что MP3-файлы передаются без тегов, пользователям не понравилась эта особенность и эта функция по умолчанию выключена.
Виртуальные файлы стали наиболее актуальны с момента выхода Windows XP. С этой версии пользователь получил возможность без специальных программных инструментов изменять теги MP3-файлов. Это изменяет файл и его хеш. Теряются источники для файла.
На виртуальный файл изменение тегов не влияет, поскольку они из него исключены.

### Призрачные файлы
После удаления файла Shareaza оставляет его призрак с информацией, комментариями и оценками пользователя. Это позволяет сообщить другому пользователю о качестве файла, вирусе, подделке (несоответствии имени файла содержанию). Также это позволяет узнать дополнительную информацию о файле, даже если в сети Gnutella2 не осталось источников и тем самым даёт возможно скачать его из других сетей.

### IRC-клиент
С версии 2.4.0.4 в Shareaza встроен IRC-клиент, который автоматически подключается к IRC-серверу и каналу, где пользователь имеет возможность получить помощь от техподдержки и других пользователей Shareaza. Имеются каналы на разных языках, в том числе и русском. Также возможно подключение обычным IRC-клиентом или Java-клиентом со страницы сайта Shareaza.

### Социальная сеть
В Shareaza имеются некоторые элементы полностью децентрализованной социальной сети. Есть возможность заполнить профиль и установить аватарку. Можно отправлять и получать приватные сообщения. Давать доступ к библиотеке. Доступ к элементам можно разрешить или запретить только всем участникам сети. Группы и добавление в друзья не предусмотрены. Все данные профиля и библиотеки хранятся в клиенте и доступны другим участникам сети только тогда, когда он подключен к Интернету.
Профиль пользователя отображается первой страницей при просмотре источника.

## ShareazaURI
Это URI, используемые на данный момент только клиентом Shareaza.

### BitTorrentClient
```
 btc://[Адрес]:[Порт]/[Peer ID]/[ 
BTIH
 ]
```

Ссылка на источник в сети BitTorrent.

### ED2KFTP
```
 ed2kftp://[Адрес]:[Порт]/[ED2K-хеш]/[Размер файла]
```

Ссылка на источник в сети ED2K.

### Direct ConnectFile
```
dcfile://[Адрес хаба]:[Порт]/[Ник пользователя]/
TTH
:[TTH хеш файла]/[Размер файла]/
```

Ссылка на файл в сети Direct Connect.